# José Antonio Salcedo Ramírez
José Antonio Salcedo Ramírez, bijgenaamd Pepillo (Madrid, Spanje 1816 - Maimón, Dominicaanse Republiek 5 november 1864), was een militair die in 1863 de eerste president van de Dominicaanse Republiek werd na de strijd tegen de Spaanse annexatie.

## Biografie
Zijn ouders waren José María Salcedo en María Luisa Ramírez, Spaanse creolen uit Santo Domingo, die in 1815 naar Spanje vertrokken in de periode van "España Boba", het 'Dwaze Spanje'. José Antonio werd daar in Madrid geboren. De eerste jaren van zijn leven bracht hij door in Cuba.
Van daar keerde de familie terug naar de Dominicaanse Republiek en vestigde zich in Montecristi, waar zij zich toelegde op de handel in kostbare houtsoorten. In deze stad volgde José het basisonderwijs en daarna vervolgde hij zijn opleiding in de hoofdstad, Santo Domingo. Tijdens zijn tienertijd verhuisde de familie naar Puerto Plata.
Op vijfentwintigjarige leeftijd keerde hij terug naar het noorden en vestigde zich in de plaats Estero Balsa, vlak bij Monte Cristi, vanwaar het hout werd verscheept van het familiebedrijf, dat hij inmiddels had geërfd. Ook wijdde hij zich aan de veeteelt en werd daarmee een welvarend koopman. In die periode trouwde hij met Agueda Rodríguez. Salcedo was een goed ruiter en was goed bekend met de streek waar hij werkte. Hij verwierf het respect en de achting van de mensen die hem kenden en zijn economische en sociale leiderschap was onbetwist.

## Politiek en militair
Salcedo begon in 1844, tijdens het uitbreken van de opstand tegen de Haïtiaanse bezetters, als soldaat in de strijd voor onafhankelijkheid van Haïti. Later werd hij luitenant van generaal Francisco Salcedo (bijgenaamd Tito, geen familie). Tijdens de opstand tegen de Haïtiaanse bezetters kreeg hij in 1855 de rang van kolonel. Na deze periode maakte hij deel uit van het politieke leven. Hij was een aanhanger van president Buenaventura Baez en vocht in de julirevolutie van 1857 tegen de liberalen in Santiago die de regering omver wierpen. José Antonio Salcedo werd gevangen en beschuldigd van samenzwering. Na zijn vrijlating verliet hij de politiek en hield zich voornamelijk bezig met zijn bedrijf.
Onder het bevel van generaal Hungría vocht hij in de slag om Sabana Larga tegen de resten van de Haïtiaanse bezetting en bereikte de rang van kolonel in het Leger van de Bevrijding. Ook vocht hij in de strijd tegen annexatie door Spanje. Tijdens de annexatie van het eiland in 1861, werd hij weer door de regering tot vijand van het regime verklaard en gevangengezet omdat hij de annexatieverklaring niet wilde ondertekenen. Met het uitbreken van de onafhankelijkheidsoorlog op 16 augustus 1863 wist hij te ontsnappen en trad toe tot het patriottenleger van Antonio Polanco dat naar Guayubín en Santiago marcheerde.
Op 14 september 1863 werd hij in Santiago, om zijn militaire vaardigheden en zijn betoonde moed, unaniem gekozen tot president van de voorlopige onafhankelijke regering. Het was een schaduwregering die door het grootste deel van de bevolking werd gezien als de enige Dominicaanse overheid. Hij bleef vechten tegen het Spaanse leger en de nationalistische beweging die de annexatie steunde en de gunsten van hun beleid zagen vervagen.
Veel van zijn tegenstanders beschuldigden hem er echter van dat hij een vreedzame overeenkomst met de Spaanse bezetters wilde sluiten. Hij werd op 10 oktober 1864 uit het ambt gezet, waarna Gaspar Polanco hem verving en hem beschuldigde van anti-patriottisme. Het nieuwe regime beval zijn verbanning naar Haïti, maar de autoriteiten van het buurland aanvaardden de aanwezigheid van Salcedo niet.

## Einde
Hij werd overgebracht naar Guayubín met de bedoeling daar op een schip te wachten dat hem zou overbrengen naar Engeland. In Canton Jabillas werd hij aangehouden door kolonel Agustín Peña Masagó, die geheime bevelen had van president Polanco. Hij werd overgebracht naar de kust, naar Maimón in de provincie Puerto Plata, waar de leider van zijn escorte hem meedeelde dat hij op basis van een schriftelijk bevel daar moest worden gefusilleerd. Salcedo kon nog een boodschap sturen aan zijn vrouw in Guayubín, die werd overgebracht door de jonge soldaat Ulises Heureaux, later eveneens president van de Dominicaanse Republiek. Op 5 december 1864 werd Salcedo geëxecuteerd, 48 jaar oud.
De stad Pepillo Salcedo, in de provincie Monte Cristi, is naar hem vernoemd.